# Гвідо ді Граціано
Гвідо ді Граціано (*Guido di Graziano, д/н —†після 1310) — італійський художник, представник Сієнської школи.

## Життєпис
Точних дат народження і смерті Гвідо ді Граціано не існує. Відом, що він став самостійним художником у середині 1270-х років. Гвідо ді Граціано був досить вмілим майстром для того, щоб отримувати безліч замовлень в Сієні. У всіх його роботах видно сильний вплив візантійського живопису. Але в трактуванні осіб видно і сієнські новації — вплив художників Гвідо да Сієни і Коппо ді Марковальдо.
Ім'я художника багато разів зустрічається в записах сієнської скарбниці, де помітно, що у 1290-их роках його майстерня виконувала замовлення на зображення гербів на таволетта.
Авторству Гвідо ді Граціано приписується відома вівтарна картина «Святий Петро на троні і євангельські сцени» (близько 1280 року), що зберігається нині в Національній пінакотеці міста Сієна, вівтарний образ «Святий Франциск і історії його життя» (після 1270 року, Сієна, Пінакотека) і «Мадонна з немовлям на троні» (1285–1295 роки, Сієна, церква Сан Регол).
Крім того, Гвідо ді Граціано відомий як творець книжкової мініатюри. У міській бібліотеці Сієни зберігається «Трактат про створення світу», який датується кінцем кінцем 1390-их років — початком XIV століття, проілюстрований Гвідо ді Граціано.